# Propyria
Propyria is een geslacht van vlinders van de familie spinneruilen (Erebidae), uit de onderfamilie Arctiinae.

## Soorten
- P. atroxantha Schaus, 1905
- P. criton Druce
- P. flora Schaus, 1911
- P. fridolinea Schaus, 1924
- P. morelosia Schaus, 1924
- P. normani Schaus, 1911
- P. pelopia Druce
- P. ptychoglene Hampson, 1898
- P. schausi Dyar, 1898